# Österreichische Eishockey-Liga 2016/17
Die Saison 2016/17 der Österreichischen Eishockeyliga begann am 15. September 2016. Die Vienna Capitals wurden am 7. April 2017 mit drei Sweeps gegen den HC TWK Innsbruck (Viertelfinale), HCB Südtirol (Halbfinale) und den EC KAC im Finale zum zweiten Mal in der Vereinsgeschichte österreichischer Meister.

## Im Vorfeld

### Teilnehmende Mannschaften
Wie in den Jahren zuvor gab es wieder sehr früh Berichte um eine mögliche Erweiterung der Liga. Bereits im Jänner 2016 wurde bekannt, dass der italienische Club SV Ritten um Aufnahme angesucht hatte. Daneben wurden fünf weitere Beitrittskandidaten bekannt. Mit dem MAC Budapest und DVTK Jegesmedvék kamen zwei weitere ungarische Vertreter ins Spiel. Hinzu kam der Kapfenberger Club KSV Eishockey, der bis dato in der Inter-National-League (INL) und damit der zweithöchsten Spielklasse aktiv gewesen war. Zwei weitere Vereine wollten vorerst ungenannt bleiben, jedoch wurde wenig später bekannt, dass es sich dabei um den HC Pustertal und Hockey Milano Rossoblu handelte.
Nachdem die Kapfenberger ihren Antrag zurückgezogen hatten und Miskolci JJSE in die slowakische Extraliga aufgenommen worden war, verblieben bis April nur zwei Beitrittskandidaten: der slowenische Verein HDD Jesenice (Nachfolger des HK Jesenice, der zwischen 2006 und 2012 bereits in der EBEL aktiv war) und MAC Budapest. Da parallel hierzu die Pläne um eine mögliche EBEL2 konkreter wurden, in welcher die Clubs der italienischen Serie A mit jenen der INL zusammengelegt werden sollten, gab es keine weiteren Bewerber aus Italien.
Im April 2016 wurde schließlich bekannt, dass unabhängig von der endgültigen Lösung und vor dem Hintergrund der anhaltenden finanziellen Probleme des HDD Olimpija Ljubljana in jedem Fall nur zwölf und keinesfalls vierzehn Mannschaften an der Spielzeit teilnehmen würden. Das wurde Ende Mai bestätigt. Der HDD Olimpija Ljubljana verblieb unter der Auflage in der Liga, alle offenen Gehälter aus der Vorsaison bis 15. Juni auszuzahlen. Ansonsten wollte sich die Liga vorbehalten, den MAC Budapest zur Teilnahme einzuladen, was letztlich jedoch nicht geschah. Das Teilnehmerfeld blieb damit unverändert.
| Mannschaft             | Vorjahresplatzierung | Heimarena                  | Kapazität |
| EC Red Bull Salzburg   | Meister              | Volksgarten-Arena          | 3.500     |
| Orli Znojmo            | Vizemeister          | Hostan Arena               | 5.500     |
| EHC Liwest Linz        | Halbfinal-Out        | KeineSorgenEisarena        | 4.863     |
| EC VSV                 | Halbfinal-Out        | Stadthalle Villach         | 4.500     |
| Vienna Capitals        | Viertelfinal-Out     | Albert-Schultz-Halle       | 7.022     |
| HC Bozen               | Viertelfinal-Out     | Eiswelle                   | 7.000     |
| EC Dornbirn            | Viertelfinal-Out     | Messestadion Dornbirn      | 4.270     |
| EC KAC                 | Viertelfinal-Out     | Eissportzentrum Klagenfurt | 5.088     |
| HC Innsbruck           | Rang 9               | Tiroler Wasserkraft Arena  | 3.200     |
| Sapa Fehérvár AV19     | Rang 10              | Eishalle Székesfehérvár    | 3.500     |
| Graz 99ers             | Rang 11              | Eisstadion Graz-Liebenau   | 4.050     |
| HDD Olimpija Ljubljana | Rang 12              | Hala Tivoli                | 5.000     |

### Trainer
Mehrere Mannschaften trennten sich Ende der Vorsaison von ihren Trainern. Bei den Vienna Capitals beendete Jim Boni sein Engagement, während beim EC KAC Alexander Mellitzer wieder in den Nachwuchsbereich des Clubs zurückkehrte. Kurz nach Ende der Saison wurde der Belgier Mike Pellegrims als neuer Headcoach verpflichtet. Der HC Innsbruck verpflichtete bereits im Februar Rob Pallin als neuen Headcoach, der zuvor bei Sapa Fehérvár AV19 aktiv gewesen war. Bei Meister Salzburg beendet Dan Ratushny sein Engagement und wechselte stattdessen zum HC Lausanne in die Schweiz. Am 25. Mai 2016 wurde Greg Poss als neuer Chefcoach vermeldet. Bei einigen anderen Clubs sind bis dato (Stand: 3. Juni 2016) keine Entscheidungen bekanntgegeben worden. Bei Székesfehérvár bat Headcoach Tyler Dietrich im August 2016 um vorzeitige Vertragsauflösung, um eine besser dotierte Stelle im kanadischen Verband annehmen zu können; er wurde durch Benoît Laporte ersetzt.
Der erste Trainerwechsel während der laufenden Saison fand bei den Graz 99ers statt, wo Ivo Jan und sein Co-Trainer Teppo Kivelä Mitte Dezember nach zehn Niederlagen aus den elf vorangegangenen Spielen ausgetauscht wurden. Als Ersatz wurde Doug Mason verpflichtet, der ein Jahr zuvor beim EC KAC durch Alexander Mellitzer ersetzt worden war. Kurz vor Silvester feuerte Orli Znojmo Jiří Režnar und ersetzte ihn durch Roman Šimíček.
| Mannschaft             | Trainer                   | Anmerkungen                                       |
| EC Red Bull Salzburg   | Greg Poss                 | Seit Mai 2016                                     |
| Vienna Capitals        | Serge Aubin               | Seit Juni 2016                                    |
| EHC Liwest Linz        | Rob Daum                  | Seit Sommer 2011                                  |
| EC KAC                 | Mike Pellegrims           | Seit April 2016                                   |
| Orli Znojmo            | Jiří Režnar Roman Šimíček | Sommer 2013 bis Dezember 2016 Seit Dezember 2016  |
| Sapa Fehérvár AV19     | Benoît Laporte            | Seit August 2016                                  |
| EC VSV                 | Greg Holst                | Seit November 2015                                |
| HC Bozen               | Tom Pokel                 | Seit August 2015                                  |
| Graz 99ers             | Ivo Jan Doug Mason        | Oktober 2015 bis Dezember 2016 Seit Dezember 2016 |
| EC Dornbirn            | Dave MacQueen             | Seit Juni 2012                                    |
| HC Innsbruck           | Rob Pallin                | Seit Februar 2016                                 |
| HDD Olimpija Ljubljana | Bojan Zajc                | Seit Juni 2016                                    |

### Modus
Der Modus blieb verglichen zu den Vorjahren unverändert. Die Mannschaften spielten zunächst eine doppelte Hin- und Rückrunde (44 Spiele), ehe das Teilnehmerfeld in zwei Gruppen geteilt wurde. Die sechs bestplatzierten Mannschaften spielten in einer einfachen Hin- und Rückrunde das Heimrecht für die Playoffs (Top vier) bzw. das Wahlrecht ihres Viertelfinalgegners (Top drei) aus, während die übrigen sechs Teams in der Hoffnungsrunde um die verbliebenen beiden Playoff-Plätze spielten. Die Playoffs wurden anschließend als Viertelfinale, Halbfinale und Finale in jeweils einer Best-of-seven-Serie ausgetragen.

### Nachwuchsligen
Die folgenden supranationalen Nachwuchsligen werden wie in den früheren Jahren von der Erste Bank Eishockey Liga organisiert:
| Liga                              | Vorjahresmeister     | Saisonstart       | Teilnehmer |
| --------------------------------- | -------------------- | ----------------- | ---------- |
| U20 Erste Bank Young Stars League | EC Red Bull Salzburg | 4. September 2016 | 18         |
| U18 Erste Bank Juniors League     | SAPA Fehérvár AV19   | 3. September 2016 | 15         |

## Saisonvorbereitung
Wie in den vorangegangenen Saisonen bildete auch in diesem Jahr die Champions Hockey League das wichtigste Turnier zur Saisonvorbereitung. Aus der EBEL waren hierfür der amtierende Meister EC Red Bull Salzburg, Vizemeister Orli Znojmo, sowie die Vienna Capitals und der EHC Linz qualifiziert. Darüber hinaus bestritten die Mannschaften eine Reihe von Clubturnieren.
Anmerkung: EBEL-Mannschaften sind fett dargestellt.
| Turnier                               | Teilnehmer                                                                                    | Ergebnisse                                                                                                   |
| ------------------------------------- | --------------------------------------------------------------------------------------------- | --- |
| Vinschgau-Cup 12. bis 14. August 2016 | EHC Linz ERC Ingolstadt (DEL) SCL Tigers (NLA)                                                | 1. ERC Ingolstadt (2 Siege) 2. SCL Tigers (1 Sieg) 3. EHC Linz (0 Siege)                                     |
| Rudi Hiti-Cup 10. bis 13. August 2016 | Vienna Capitals Graz 99ers Stavanger Oilers (GET-ligaen) Rapaces de Gap (Ligue Magnus)        | 1. Stavanger Oilers (2 Siege) 2. Vienna Capitals (1 Sieg) 3. Graz 99ers (1 Sieg) 4. Rapaces de Gap (0 Siege) |
| Dolomiten-Cup 12. bis 14. August 2016 | EC KAC Augsburger Panther (DEL) Nürnberg Ice Tigers (DEL) HC Kometa Brno (Tipsport Extraliga) | 1. Augsburger Panther 2. Thomas Sabo Ice Tigers 3. EC KAC 4. HC Kometa Brno                                  |

## Grunddurchgang

### Hauptrunde
Der Grunddurchgang der Saison begann am 15. September 2016 mit der Begegnung zwischen den Vienna Capitals und dem EHC Linz, die gleichzeitig das erste durch den Pay-TV-Sender Sky Österreich übertragene Spiel seit der Saison 2009/10 war. Der Sender hatte mit Saisonbeginn und gemeinsam mit dem ServusTV die TV-Verwertung der Spiele übernommen.
In den folgenden Wochen entwickelte sich an der Tabellenspitze ein Dreikampf zwischen den Vienna Capitals, dem EHC Linz und dem EC Red Bull Salzburg, den letzten Endes erstere für sich entscheiden konnten. Im Mittelfeld konnten sich der HC Bozen und der HC Innsbruck behaupten. Die Graz 99ers fielen etwa zur Mitte der Hauptrunde aufgrund einer Niederlagenserie in der Tabelle zurück, was schließlich zur Entlassung des Cheftrainers Ivo Jan führte. Auch der VSV hatte nicht zuletzt aufgrund vieler Verletzter große Probleme und rutschte trotz einer guten Phase zur Saisonmitte aus den Top sechs. Umgekehrt gelang es dem EC KAC, sich rechtzeitig zum Ende der Hauptrunde auch dank einer 13 Spiele andauernden Siegesserie in der oberen Tabellenhälfte zu platzieren.
Der Vorjahres-Vizemeister Orli Znojmo konnte nicht an den Erfolg anschließen und verlor rasch den Anschluss an die vorderen Plätze. Zwar verbesserten sich die Leistung nach der Rückkehr einiger Spieler (unter anderem verstärkte Topscorer Colton Yellow Horn die Mannschaft wieder, nachdem er im Sommer zum HC Plzeň gewechselt war), aber dies änderte nichts mehr am Tabellenrang.
Ebenfalls Probleme hatte der EC Dornbirn, bei dem sich über einen Großteil der Saison praktisch die gesamte Defensive aus Legionären und aufgrund von Verletzungen aus zum Teil nur fünf Spielern zusammensetzte. Darüber hinaus konnte Torhüter Florian Hardy nicht an seine Leistungen der Vorsaison anschließen, sodass die Mannschaft regelmäßig eine hohe Zahl an Gegentreffern hinnehmen musste.
Auch Sapa Fehérvár AV19 verblieb die meiste Zeit über im hinteren Tabellendrittel und konnte nur wenige Akzente setzen. Erwartungsgemäß am Tabellenende fand sich der HDD Olimpija Ljubljana, wo es weiterhin gravierende Probleme mit Budget und Schulden gab, sodass erneut viele Spieler die Mannschaft aufgrund ausstehender Gehaltszahlungen während der laufenden Saison verließen.

#### Kreuztabelle
| Heimmannschaft                                                    | Gastmannschaft      | Gastmannschaft | Gastmannschaft | Gastmannschaft      | Gastmannschaft      | Gastmannschaft | Gastmannschaft | Gastmannschaft | Gastmannschaft | Gastmannschaft      | Gastmannschaft | Gastmannschaft |
| Heimmannschaft                                                    | Salzburg            | Znojmo         | Linz           | Villach             | Wien                | Bozen          | Dornbirn       | Klagenfurt     | Innsbruck      | Fehérvár            | Graz           | Ljubljana      |
| ----------------------------------------------------------------- | ------------------- | -------------- | -------------- | ------------------- | ------------------- | -------------- | -------------- | -------------- | -------------- | ------------------- | -------------- | -------------- |
| Salzburg                                                          | –                   | 3:0 4:2        | 5:3 8:2        | 4:2 2:1             | 4:3 n. V. 2:4       | 1:2 5:2        | 2:0 5:4 n. V.  | 2:0 4:3 n. V.  | 4:3 n. V. 1:5  | 3:4 n. P. 2:3 n. P. | 5:3 3:1        | 5:1 7:2        |
| Znojmo                                                            | 2:5 1:2 n. P.       | –              | 5:2 3:2        | 3:4 3:1             | 2:4 3:2             | 2:3 n. P. 1:3  | 4:3 3:4        | 0:1 3:4        | 2:1 n. V. 2:3  | 3:2 1:3             | 5:1 3:4 n. V.  | 2:3 4:3 n. V.  |
| Linz                                                              | 1:4 5:2             | 4:3 7:2        | –              | 4:3 n. P. 3:4 n. V. | 2:3 n. V. 1:3       | 4:3 4:3 n. V.  | 5:2 4:3        | 4:3 n. P. 4:5  | 5:4 5:2        | 5:2 4:1             | 4:2 4:5        | 4:3 n. V. 3:1  |
| Villach                                                           | 1:4 3:2 n. V.       | 6:0 5:1        | 2:3 n. V. 2:5  | –                   | 2:3 3:2 n. V.       | 0:4 2:5        | 5:4 n. P. 6:5  | 3:0 1:2        | 6:5 n. V. 3:2  | 8:5 5:3             | 1:4 4:2        | 5:1 8:2        |
| Wien                                                              | 5:3 4:0             | 3:2 2:3 n. V.  | 4:3 n. V. 2:3  | 1:3 2:1             | –                   | 4:3 n. P. 6:4  | 3:2 n. V. 4:1  | 4:2 3:4 n. V.  | 7:9 4:1        | 3:4 3:0             | 5:2 1:3        | 4:1 5:0        |
| Bozen                                                             | 4:3 1:2 n. V.       | 2:3 3:1        | 0:5 5:4        | 2:1 4:0             | 4:3 n. V. 2:3 n. P. | –              | 1:2 3:5        | 3:2 4:2        | 3:2 6:4        | 4:1 5:4 n. V.       | 1:3 2:1        | 4:1 6:1        |
| Dornbirn                                                          | 3:4 n. V. 1:4       | 3:4 4:1        | 2:3 n. V. 1:6  | 3:4 2:3 n. V.       | 2:3 0:4             | 2:4 3:1        | –              | 3:1 3:6        | 5:1            | 2:3 n. P. 4:0       | 1:4 3:1        | 4:2 7:2        |
| Klagenfurt                                                        | 4:3 n. P. 2:3 n. V. | 5:1 2:4        | 4:6 3:2        | 5:3 3:1             | 1:3 5:4 n. P.       | 1:3 5:4 n.P    | 5:2 3:2 n. V.  | –              | 3:2 4:3        | 5:0 2:4             | 2:4 1:2        | 4:2 5:3        |
| Innsbruck                                                         | 5:4 n. V. 7:0       | 2:3 n. P. 1:4  | 2:1 n. V. 1:5  | 4:3 0:3             | 2:4 1:4             | 8:7 6:2        | 5:2 3:2        | 3:2 5:1        | –              | 6:3 4:5             | 4:3 3:2        | 7:2 3:4 n. P.  |
| Fehérvár                                                          | 1:3 2:8             | 3:4 n. V. 5:3  | 2:5 6:5 n. V.  | 3:2 n. V. 3:2 n. V. | 2:3 2:3 n. V.       | 2:4 3:2 n. P.  | 5:1 0:2        | 2:1 5:2        | 3:4 2:4        | –                   | 5:1 1:5        | 2:1 5:6 n. V.  |
| Graz                                                              | 4:3 0:4             | 0:1 1:3        | 1:2 1:3        | 8:3 5:2             | 2:4 0:2             | 3:0 2:5        | 5:1 6:3        | 4:3 n. V. 1:4  | 1:2 n. V. 9:2  | 3:0 3:4             | –              | 4:0 5:0        |
| Ljubljana                                                         | 2:10 3:4            | 2:3 1:4        | 3:8 2:4        | 1:6 4:3 n. V.       | 2:5 0:5             | 0:4 1:0        | 2:3 2:4        | 3:6 0:3        | 3:1 2:3 n. V.  | 2:1 n. V. 3:2 n. V. | 4:3 n. V. 2:3  | –              |
| n. V. – Sieg nach Verlängerung; n. P. – Sieg nach Penaltyschießen |                     |                |                |                     |                     |                |                |                |                |                     |                |                |

#### Tabelle
| Rang | Team                   | Sp | S  | N  | SNV | NNV | T   | GT  | TVH  | Punkte |
| ---- | ---------------------- | -- | -- | -- | --- | --- | --- | --- | ---- | ------ |
| 1    | UPC Vienna Capitals    | 44 | 27 | 6  | 6   | 5   | 151 | 95  | +56  | 98     |
| 2    | EC Red Bull Salzburg   | 44 | 22 | 9  | 8   | 5   | 158 | 111 | +47  | 87     |
| 3    | EHC Black Wings Linz   | 44 | 23 | 10 | 6   | 5   | 168 | 127 | +41  | 86     |
| 4    | HC Bozen               | 44 | 22 | 13 | 3   | 6   | 137 | 118 | +19  | 78     |
| 5    | HC Innsbruck           | 44 | 18 | 17 | 3   | 6   | 148 | 152 | −4   | 66     |
| 6    | EC KAC                 | 44 | 18 | 18 | 4   | 4   | 128 | 123 | +5   | 66     |
| 7    | EC VSV                 | 44 | 15 | 18 | 6   | 5   | 136 | 133 | +3   | 62     |
| 8    | Graz 99ers             | 44 | 18 | 21 | 2   | 3   | 124 | 114 | +10  | 61     |
| 9    | Orli Znojmo            | 44 | 15 | 21 | 5   | 3   | 109 | 128 | −19  | 58     |
| 10   | EC Dornbirn            | 44 | 15 | 21 | 0   | 8   | 120 | 143 | −23  | 53     |
| 11   | Sapa Fehérvár AV19     | 44 | 11 | 21 | 8   | 4   | 119 | 151 | −32  | 53     |
| 12   | HDD Olimpija Ljubljana | 44 | 2  | 32 | 6   | 3   | 85  | 188 | −103 | 24     |

Platzierungsrunde; Qualifikationsrunde

#### Topscorer
| Spieler      | Mannschaft           | Tore | Assists | Punkte |
| ------------ | -------------------- | ---- | ------- | ------ |
| Dan DaSilva  | EHC Linz             | 29   | 31      | 60     |
| Corey Locke  | EC VSV               | 11   | 47      | 58     |
| John Hughes  | EC Red Bull Salzburg | 26   | 27      | 53     |
| Andrew Clark | HC Innsbruck         | 21   | 32      | 53     |
| John Lammers | HC Innsbruck         | 20   | 30      | 50     |

#### Torhüter
| Spieler                 | Verein               | GAA  | Fangquote |
| ----------------------- | -------------------- | ---- | --------- |
| David Kickert           | Vienna Capitals      | 1,85 | 93,2 %    |
| Sebastian Dahm          | Graz 99ers           | 2,24 | 93,1 %    |
| Olivier Roy             | EC VSV               | 2,59 | 92,7 %    |
| Luka Gračnar            | EC Red Bull Salzburg | 2,16 | 92,5 %    |
| Jean-Philippe Lamoureux | Vienna Capitals      | 2,17 | 92,4 %    |

#### Entwicklung des Tabellenrangs in der Hauptrunde
Reihung nach den Rundenergebnissen auf der Ligahomepage Getauscht wurden die Spieltermine und Ergebnisse von Runde 21 und 31 zwischen den Graz 99ers und HDD Olimpija Ljubljana.

### Platzierungsrunde
Für die Platzierungsrunde erhielten die vier bestplatzierten Teams des Grunddurchgangs Bonuspunkte. Als erfolgreichstes Team erwies sich der EC KAC, der acht seiner zehn Spiele gewinnen konnte und sich damit auf den dritten Rang nach vorne schob. Die Vienna Capitals und der EC Red Bull Salzburg verteidigen ihren ersten bzw. zweiten Rang, während der EHC Linz mit teils durchwachsenen Leistungen aus den Top drei rutschte. Dem HC Innsbruck gelang es ebenso wenig wie dem HC Bozen die Verteidigung zu stabilisieren, weshalb beide Mannschaften Spiele mit einer teils hohen Anzahl an Gegentoren verloren.
Die beiden ersten Mannschaften, Wien und Salzburg, qualifizieren sich für die Champions Hockey League 2017/18.
| Rang | Team                 | Sp | S | N | SNV | NNV | T  | GT | TVH | PKT (BPKT) |
| ---- | -------------------- | -- | - | - | --- | --- | -- | -- | --- | ---------- |
| 1    | UPC Vienna Capitals  | 10 | 6 | 3 | 0   | 1   | 30 | 24 | +6  | 25 (6)     |
| 2    | EC Red Bull Salzburg | 10 | 6 | 2 | 1   | 1   | 46 | 31 | +15 | 25 (4)     |
| 3    | EC-KAC               | 10 | 7 | 2 | 1   | 0   | 41 | 19 | +22 | 23 (0)     |
| 4    | EHC Linz             | 10 | 4 | 6 | 0   | 0   | 29 | 36 | −7  | 14 (2)     |
| 5    | HC Innsbruck         | 10 | 3 | 7 | 0   | 0   | 31 | 45 | −14 | 9 (0)      |
| 6    | HC Bozen             | 10 | 2 | 8 | 0   | 0   | 28 | 50 | −22 | 7 (1)      |

### Qualifikationsrunde
Wie in der Platzierungsrunde erhielten auch in der Qualifikationsrunde die Mannschaften Bonuspunkte entsprechend ihrer Platzierung in der Abschlusstabelle der Hauptrunde. Hier erwiesen sich die Graz 99ers und der Vorjahresfinalist Orli Znojmo als erfolgreichste Mannschaften, während der zu Beginn bestplatzierte EC VSV, auch bedingt durch eine Verletzung von Stammtorwart Olivier Roy aus den beiden Qualifikationsrängen für die Playoffs rutschte. Der EC Dornbirn konnte seine Leistungen verglichen mit der Hauptrunde zwar verbessern, schaffte die Qualifikation aber nicht mehr. Als schlechtestes Team erwies sich entgegen allen Erwartungen nicht der HDD Olimpija Ljubljana, sondern Sapa Fehérvár AV19, das nur zwei Spiele gewinnen konnte und damit auf dem letzten Platz landete.
| Rang | Team                   | Sp | S | N | SNV | NNV | T  | GT | TVH | PKT (BPKT) |
| ---- | ---------------------- | -- | - | - | --- | --- | -- | -- | --- | ---------- |
| 1    | Graz 99ers             | 10 | 7 | 3 | 0   | 0   | 32 | 21 | +11 | 25 (4)     |
| 2    | Orli Znojmo            | 10 | 7 | 3 | 0   | 0   | 36 | 24 | +12 | 23 (2)     |
| 3    | EC Dornbirn            | 10 | 5 | 3 | 1   | 1   | 32 | 23 | +9  | 19 (1)     |
| 4    | EC VSV                 | 10 | 3 | 6 | 1   | 0   | 35 | 37 | −2  | 17 (6)     |
| 5    | HDD Olimpija Ljubljana | 10 | 2 | 5 | 2   | 1   | 21 | 39 | −18 | 11 (0)     |
| 6    | Sapa Fehérvár AV19     | 10 | 2 | 6 | 0   | 2   | 26 | 38 | −12 | 8 (0)      |

### Statistiken des Grunddurchgangs
Im Folgenden sind die Statistiken des gesamten Grunddurchgangs (Hauptrunde und Platzierungs- bzw. Qualifikationsrunde) angeführt.

#### Topscorer
(sortiert nach Punkten)
| Spieler          | Mannschaft           | GP | G  | A  | PTS | PIM | +/− | PPG | PPA | SHG | SHA | GWG | SOG | SG%    | FOW | FOL | FO%    |
| ---------------- | -------------------- | -- | -- | -- | --- | --- | --- | --- | --- | --- | --- | --- | --- | ------ | --- | --- | ------ |
| Corey Locke      | EC VSV               | 52 | 12 | 65 | 77  | 24  | +16 | 7   | 24  | 1   | 0   | 2   | 133 | 9,0 %  | 453 | 572 | 44,2 % |
| Dan DaSilva      | EHC Linz             | 53 | 31 | 39 | 70  | 16  | +12 | 8   | 13  | 0   | 0   | 3   | 167 | 18,6 % | 9   | 4   | 69,2 % |
| John Hughes      | EC Red Bull Salzburg | 53 | 32 | 33 | 65  | 54  | +37 | 6   | 6   | 0   | 0   | 10  | 145 | 22,1 % | 1   | 4   | 20,0 % |
| Oliver Setzinger | Graz 99ers           | 53 | 20 | 41 | 61  | 48  | +17 | 2   | 9   | 0   | 1   | 4   | 145 | 13,8 % | 3   | 5   | 37,5 % |
| John Lammers     | HC Innsbruck         | 52 | 22 | 36 | 58  | 22  | −2  | 6   | 10  | 0   | 0   | 4   | 157 | 14,0 % | 6   | 10  | 37,5 % |
| Andrew Clark     | HC Innsbruck         | 49 | 23 | 34 | 57  | 47  | −1  | 5   | 12  | 1   | 0   | 3   | 157 | 14,6 % | 466 | 437 | 49,9 % |
| Brian Lebler     | EHC Linz             | 51 | 32 | 25 | 57  | 48  | +12 | 10  | 7   | 0   | 0   | 3   | 198 | 16,2 % | 1   | 2   | 33,3 % |
| Austin Smith     | HC Innsbruck         | 54 | 27 | 28 | 55  | 36  | +7  | 6   | 6   | 0   | 0   | 4   | 151 | 17,9 % | 5   | 2   | 71,4 % |
| Riley Holzapfel  | Vienna Capitals      | 54 | 22 | 31 | 53  | 20  | +16 | 6   | 1   | 0   | 0   | 6   | 150 | 14,7 % | 450 | 440 | 50,6 % |
| Jamie Lundmark   | EC KAC               | 51 | 26 | 25 | 51  | 48  | +16 | 6   | 4   | 3   | 0   | 5   | 170 | 15,3 % | 149 | 124 | 54,6 % |

Legende: GP = Spiele, G = Tore, A = Assists, PTS = Punkte, +/- = Plusminus, PIM = Strafminuten, PPG = Powerplaytore, PPA = Powerplayassists, SHG = Unterzahltore, SHA = Unterzahlassists, GWG = Siegestore SOG = Torschüsse, SG% = Schuss-Effizienz, FO = Faceoffs (gewonnen/gesamt), FO% = Faceoff-Siegesquote

#### Torhüter
(sortiert nach Fangquote)
| Spieler                 | Mannschaft             | GP | GPI | GS | MIN     | GA  | GAA  | SOG  | SVS  | SVS%  | SO | W  | L  | OTL |
| ----------------------- | ---------------------- | -- | --- | -- | ------- | --- | ---- | ---- | ---- | ----- | -- | -- | -- | --- |
| David Kickert           | Vienna Capitals        | 54 | 16  | 14 | 904:44  | 28  | 1,86 | 420  | 392  | 93,33 | 3  | 11 | 2  | 2   |
| Sebastian Dahm          | Graz 99ers             | 53 | 47  | 46 | 2772:15 | 103 | 2,23 | 1525 | 1422 | 93,25 | 5  | 25 | 18 | 3   |
| Olivier Roy             | EC VSV                 | 37 | 35  | 35 | 2047:29 | 88  | 2,58 | 1202 | 1114 | 92,68 | 3  | 19 | 12 | 3   |
| Jean-Philippe Lamoureux | Vienna Capitals        | 54 | 40  | 40 | 2373:38 | 88  | 2,22 | 1152 | 1064 | 92,36 | 4  | 28 | 7  | 4   |
| Luka Gračnar            | EC Red Bull Salzburg   | 54 | 29  | 29 | 1684:25 | 67  | 2,39 | 818  | 751  | 91,81 | 4  | 18 | 7  | 3   |
| Michael Ouzas           | EHC Linz               | 48 | 42  | 42 | 2479:08 | 118 | 2,86 | 1391 | 1273 | 91,52 | 1  | 26 | 13 | 3   |
| Patrik Nechvátal        | Orli Znojmo            | 54 | 29  | 23 | 1572:11 | 66  | 2,52 | 776  | 710  | 91,49 | 1  | 12 | 10 | 1   |
| David Madlener          | EC KAC                 | 53 | 22  | 21 | 1237:44 | 51  | 2,47 | 585  | 534  | 91,28 | 1  | 14 | 5  | 2   |
| Tomáš Duba              | EC KAC                 | 49 | 34  | 33 | 2029:20 | 85  | 2,51 | 949  | 864  | 91,04 | 2  | 16 | 15 | 2   |
| Florian Hardy           | EC Dornbirn            | 54 | 52  | 52 | 3036:27 | 150 | 2,96 | 1670 | 1520 | 91,02 | 4  | 21 | 22 | 9   |
| Zoltán Hetényi          | Sapa Fehérvár AV19     | 53 | 27  | 25 | 1544:24 | 84  | 3,26 | 909  | 825  | 90,76 | 0  | 12 | 12 | 3   |
| Marek Schwarz           | Orli Znojmo            | 54 | 31  | 31 | 1695:29 | 84  | 2,97 | 889  | 805  | 90,55 | 1  | 15 | 14 | 2   |
| Lukas Herzog            | EC VSV                 | 53 | 20  | 17 | 1121:27 | 66  | 3,53 | 680  | 614  | 90,29 | 0  | 5  | 11 | 2   |
| Miklós Rajna            | Sapa Fehérvár AV19     | 48 | 28  | 27 | 1599:16 | 90  | 3,38 | 927  | 837  | 90,29 | 0  | 8  | 14 | 3   |
| Bernhard Starkbaum      | EC Red Bull Salzburg   | 54 | 28  | 25 | 1622:55 | 71  | 2,62 | 720  | 649  | 90,14 | 0  | 19 | 4  | 3   |
| Jeff Frazee             | HDD Olimpija Ljubljana | 48 | 45  | 45 | 2622:27 | 169 | 3,87 | 1695 | 1526 | 90,03 | 0  | 11 | 30 | 4   |
| Andy Chiodo             | HC Innsbruck           | 52 | 52  | 52 | 3135:50 | 181 | 3,46 | 1793 | 1612 | 89,91 | 1  | 24 | 22 | 6   |
| Florian Janny           | EHC Linz               | 46 | 13  | 11 | 716:32  | 38  | 3,18 | 370  | 332  | 89,73 | 0  | 7  | 3  | 1   |
| Marcel Melicherčík      | HC Bozen               | 53 | 46  | 46 | 2757:26 | 138 | 3,00 | 1340 | 1202 | 89,70 | 3  | 24 | 16 | 6   |

(Legende zur Torhüterstatistik: GP oder Sp = Spiele insgesamt; W oder S = Siege; L oder N = Niederlagen; T oder U oder OT = Unentschieden oder Overtime- bzw. Shootout-Niederlage; Min. = Minuten; SOG oder SaT = Schüsse aufs Tor; GA oder GT = Gegentore; SO = Shutouts; GAA oder GTS = Gegentorschnitt; Sv% oder SVS% = Fangquote; EN = Empty Net Goal; 1 Play-downs/Relegation; Kursiv: Statistik nicht vollständig)

## Playoffs

### Playoff-Baum
Nach den letzten Spielen der Zwischenrunde wählten die drei bestplatzierten Mannschaften der Platzierungsrunde am 21. Februar 2017 im Zuge einer Live-Übertragung ihre Gegner für das Viertelfinale aus, woraus sich der folgende Turnierbaum für die Playoffs ergab.
| Viertelfinale | Viertelfinale            | Viertelfinale        |     |                         | Halbfinale | Halbfinale | Halbfinale |  |  | Finale | Finale | Finale |
|               |                          |                      |     |                         |            |            |            |  |  |        |        |        |
| PL1           | UPC Vienna Capitals      | 4                    |     |                         |            |            |            |  |  |        |        |        |
| PL5           | HC TWK Innsbruck         | 0                    |     |                         |            |            |            |  |  |        |        |        |
| PL5           | HC TWK Innsbruck         | 0                    | PL1 | UPC Vienna Capitals     | 4          |            |            |  |  |        |        |        |
|               |                          |                      | PL1 | UPC Vienna Capitals     | 4          |            |            |  |  |        |        |        |
|               | PL6                      | HCB Südtirol         | 0   |                         |            |            |            |  |  |        |        |        |
| PL4           | PL6                      | HCB Südtirol         | 0   | Liwest Black Wings Linz | 1          |            |            |  |  |        |        |        |
| PL4           |                          |                      |     | Liwest Black Wings Linz | 1          |            |            |  |  |        |        |        |
| PL6           | HCB Südtirol             | 4                    |     |                         |            |            |            |  |  |        |        |        |
| PL6           | HCB Südtirol             | 4                    | PL1 | UPC Vienna Capitals     | 4          |            |            |  |  |        |        |        |
|               |                          |                      |     | UPC Vienna Capitals     | 4          |            |            |  |  |        |        |        |
|               | PL3                      | EC-KAC               | 0   |                         |            |            |            |  |  |        |        |        |
| PL3           | PL3                      | EC-KAC               | 0   | EC-KAC                  | 4          |            |            |  |  |        |        |        |
| PL3           |                          |                      |     | EC-KAC                  | 4          |            |            |  |  |        |        |        |
| QU2           | HC Orli Znojmo           | 0                    |     |                         |            |            |            |  |  |        |        |        |
| QU2           | HC Orli Znojmo           | 0                    | PL3 | EC-KAC                  | 4          |            |            |  |  |        |        |        |
|               |                          |                      | PL3 | EC-KAC                  | 4          |            |            |  |  |        |        |        |
|               | PL2                      | EC Red Bull Salzburg | 2   |                         |            |            |            |  |  |        |        |        |
| PL2           | PL2                      | EC Red Bull Salzburg | 2   | EC Red Bull Salzburg    | 4          |            |            |  |  |        |        |        |
| PL2           |                          |                      |     | EC Red Bull Salzburg    | 4          |            |            |  |  |        |        |        |
| QU1           | Moser Medical Graz 99ers | 1                    |     |                         |            |            |            |  |  |        |        |        |

### Viertelfinale

#### Vienna Capitals vs. HC Innsbruck
Zwei der vier Viertelfinalserien wurden mit einem Sweep, also ohne Sieg der letztlich unterlegenen Mannschaft beendet. Der HC Innsbruck, der erstmals seit dem Wiederaufstieg in die EBEL die Playoffs erreichte, konnte sich auch dank einer schwachen Defensive nicht gegen die Vienna Capitals durchsetzen und verlor die beiden Auswärtsspiele mit einer großen Anzahl an Gegentreffern. Als knappstes Spiel erwies sich das erste Heimspiel, das die Haie erst nach 103:55 Minuten in der Overtime durch ein Tor von Taylor Vause verloren. Das Spiel avancierte damit zum bis dato zweitlängsten Spiel der EBEL-Geschichte nach einer Begegnung zwischen dem EC VSV und dem EC Salzburg vom 13. März 2015, das nach 111:39 Minuten mit 1:2 geendet hatte.
| UPC Vienna Capitals (PL 1) – HC TWK Innsbruck (PL 5)                  | UPC Vienna Capitals (PL 1) – HC TWK Innsbruck (PL 5) | UPC Vienna Capitals (PL 1) – HC TWK Innsbruck (PL 5)                                                                                              | UPC Vienna Capitals (PL 1) – HC TWK Innsbruck (PL 5) |
| --------------------------------------------------------------------- | --- | --- | --- |
| 26. Februar 2017, 17:30 Uhr Albert-Schultz-Halle 4.550 Zuschauer      | Vienna Capitals | 5:0 (1:0, 3:0, 1:0) | HC Innsbruck |
| 26. Februar 2017, 17:30 Uhr Albert-Schultz-Halle 4.550 Zuschauer      | 1:0 Ryan McKiernan (11:13, Powerplay, Aaron Brocklehurst, Kelsey Tessier) 2:0 Riley Holzapfel (21:46, Kelsey Tessier, Collin Bowman) 3:0 Jonathan Ferland (25:35, Jamie Fraser, Mario Fischer) 4:0 Jamie Fraser (29:37, Powerplay, Rafael Rotter) 5:0 Riley Holzapfel (41:23, Jerry Pollastrone, Ryan McKiernan) | Strafminuten: 9 bzw. 39 Torhüter: Jean-Philippe Lamoureux (Wien, 60:00, 21 Schüsse, 0 Tore) Andy Chiodo (Innsbruck, 60:00, 46 Schüsse, 5 Tore)    | Keine Tore |
| 28. Februar 2017, 19:15 Uhr Tiroler Wasserkraft Arena 2.600 Zuschauer | HC Innsbruck | 3:4 n. V. (3:1, 0:1, 0:1, 0:1) | Vienna Capitals |
| 28. Februar 2017, 19:15 Uhr Tiroler Wasserkraft Arena 2.600 Zuschauer | 1:1 Andrew Clark (08:37, Austin Smith, Daniel Mitterdorfer) 2:1 Mario Lamoureux (10:13, Shorthanded, Ondrej Sedivy) 3:1 Mario Lamoureux (16:05, Powerplay, Nick Ross, Andrew Clark) | Strafminuten: 18 bzw. 14 Torhüter: Andy Chiodo (Innsbruck, 103:55, 58 Schüsse, 4 Tore) Jean-Philippe Lamoureux (Wien, 103:55, 42 Schüsse, 3 Tore) | 0:1 Kelsey Tessier (04:06, Powerplay, Aaron Brocklehurst, Ryan McKiernan) 3:2 Riley Holzapfel (24:43, Powerplay, Jamie Fraser, Rafael Rotter) 3:3 Riley Holzapfel (48:09, Powerplay, Rafael Rotter, Andreas Nödl) 3:4 Taylor Vause (103:55, Rafael Rotter, Andreas Nödl) |
| 3. März 2017, 19:45 Uhr Albert-Schultz-Halle 5.350 Zuschauer          | Vienna Capitals | 7:4 (1:0, 3:2, 3:2) | HC Innsbruck |
| 3. März 2017, 19:45 Uhr Albert-Schultz-Halle 5.350 Zuschauer          | 1:0 Jerry Pollastrone (08:15, Rafael Rotter, Collin Bowman) 2:1 Rafael Rotter (25:27, Powerplay, Kelsey Tessier, MacGregor Sharp) 3:1 MacGregor Sharp (26:42, Powerplay, Riley Holzapfel, Collin Bowman) 4:1 Riley Holzapfel (38:47, Aaron Brocklehurst) 5:2 Jerry Pollastrone (40:41, Kelsey Tessier, Philippe Lakos) 6:2 Collin Bowman (52:05, Powerplay, Rafael Rotter, Jamie Fraser) 7:4 Taylor Vause (59:54, Powerplay, Jerry Pollastrone, Riley Holzapfel) | Strafminuten: 35 bzw. 23 Torhüter: Jean-Philippe Lamoureux (Wien, 60:00, 14 Schüsse, 4 Tore) Andy Chiodo (Innsbruck, 60:00, 33 Schüsse, 7 Tore)   | 1:1 Tyler Spurgeon (20:28, Hunter Bishop, Jason DeSantis) 4:2 Lubomir Stach (39:31, Mario Huber, Fabio Schramm) 6:3 Hunter Bishop (52:12, Tyler Spurgeon, Lubomir Stach) 6:4 Benedikt Schennach (59:20, Shorthanded)                                                     |
| 5. März 2017, 17:00 Uhr Tiroler Wasserkraft Arena 2.800 Zuschauer     | HC Innsbruck | 2:3 (1:2, 0:1, 1:0) | Vienna Capitals |
| 5. März 2017, 17:00 Uhr Tiroler Wasserkraft Arena 2.800 Zuschauer     | 1:1 Austin Smith (17:01, Andrew Clark) 2:3 Mario Huber (53:49, Philipp Lindner, Benedikt Schennach) | Strafminuten: 20 bzw. 6 Torhüter: Andy Chiodo (Innsbruck, 60:00, 25 Schüsse, 3 Tore) Jean-Philippe Lamoureux (Wien, 60:00, 25 Schüsse, 2 Tore)    | 0:1 Riley Holzapfel (04:19, Powerplay, Jamie Fraser, Rafael Rotter) 1:2 Riley Holzapfel (18:01, Powerplay, Rafael Rotter, Tyler Cuma) 1:3 Riley Holzapfel (32:08, Powerplay, Jamie Fraser, Collin Bowman)                                                                |
| Endstand in der Serie: 4:0                                            | | | |

#### EC Red Bull Salzburg vs. Moser Medical Graz 99ers
Bei der Serie zwischen dem EC Red Bull Salzburg und den Graz 99ers galten die Salzburger als klarer Favorit und bestätigten diese Einschätzung auch über weite Strecken. Lediglich Spiel vier fiel aus der Reihe; die Grazer konnten gestützt auf Sebastian Dahm im Tor einen 4:0-Heimerfolg und den einzigen Sieg feiern, verloren die Serie jedoch im anschließenden Spiel fünf auf Salzburger Eis.
| EC Red Bull Salzburg (PL 2) – Moser Medical Graz 99ers (QU 1) | EC Red Bull Salzburg (PL 2) – Moser Medical Graz 99ers (QU 1) | EC Red Bull Salzburg (PL 2) – Moser Medical Graz 99ers (QU 1)                                                                                | EC Red Bull Salzburg (PL 2) – Moser Medical Graz 99ers (QU 1) |
| ------------------------------------------------------------- | --- | --- | --- |
| 26. Februar 2017, 17:00 Uhr Eisarena Salzburg 3.003 Zuschauer | EC Red Bull Salzburg | 3:0 (2:0, 0:0, 1:0) | Moser Medical Graz 99ers |
| 26. Februar 2017, 17:00 Uhr Eisarena Salzburg 3.003 Zuschauer | 1:0 Andreas Kristler (03:59, Michael Schiechl, Bobby Raymond) 2:0 Bill Thomas (19:51, Shorthanded) 3:0 Manuel Latusa (48:53, Mark Flood, Brett Olson) | Strafminuten: 6 bzw. 16 Torhüter: Bernhard Starkbaum (Salzburg, 60:00, 28 Schüsse, 0 Tore) Sebastian Dahm (Graz, 60:00, 44 Schüsse, 3 Tore)  | Keine Tore |
| 1. März 2017, 19:45 Uhr Merkur-Eisstadion 3.488 Zuschauer     | Moser Medical Graz 99ers | 1:4 (0:0, 1:4, 0:0) | EC Red Bull Salzburg |
| 1. März 2017, 19:45 Uhr Merkur-Eisstadion 3.488 Zuschauer     | 1:1 Michael Boivin (26:16, Daniel Woger) | Strafminuten: 18 bzw. 20 Torhüter: Sebastian Dahm (Graz, 60:00, 33 Schüsse, 4 Tore) Bernhard Starkbaum (Salzburg, 60:00, 42 Schüsse, 1 Tor)  | 0:1 Layne Viveiros (24:28, Brett Olson, Daniel Welser) 1:2 Thomas Raffl (28:14, Dominique Heinrich, John Hughes) 1:3 Matthias Trattnig (32:18, Michael Schiechl, Peter Hochkofler) 1:4 Bill Thomas (38:44, Alexander Rauchenwald, Matthias Trattnig) |
| 3. März 2017, 19:15 Uhr Eisarena Salzburg 3.142 Zuschauer     | EC Red Bull Salzburg | 5:1 (1:0, 3:1, 1:0) | Moser Medical Graz 99ers |
| 3. März 2017, 19:15 Uhr Eisarena Salzburg 3.142 Zuschauer     | 1:0 Thomas Raffl (10:16, Powerplay, Bill Thomas, Daniel Sondell) 2:0 Bill Thomas (20:34, Raphael Herburger, Mark Flood) 3:0 Ryan Duncan (26:53, Powerplay, John Hughes, Thomas Raffl) 4:1 Dominique Heinrich (37:44, Alexander Rauchenwald, Raphael Herburger) 5:1 Manuel Latusa (57:39, Ryan Duncan) | Strafminuten: 6 bzw. 20 Torhüter: Bernhard Starkbaum (Salzburg, 60:00, 40 Schüsse, 1 Tor) Sebastian Dahm (56:38, 33 Schüsse, 4 Tore)         | 3:1 Oliver Setzinger (31:09, Kurtis McLean) |
| 5. März 2017, 18:30 Uhr Merkur-Eisstadion 3.633 Zuschauer     | Moser Medical Graz 99ers | 4:0 (0:0, 2:0, 2:0) | EC Red Bull Salzburg |
| 5. März 2017, 18:30 Uhr Merkur-Eisstadion 3.633 Zuschauer     | 1:0 Oliver Setzinger (29:03, Matt Pelech, Ken Ograjenšek) 2:0 Evan Brophey (38:30, Daniel Woger, Zintis Nauris Zusevics) 3:0 Matt Siddall (56:04, Matt Pelech, Kurtis McLean) 4:0 Evan Brophey (57:34, Empty Net, Matt Pelech)                                                                        | Strafminuten: 21 bzw. 13 Torhüter: Sebastian Dahm (Graz, 60:00, 38 Schüsse, 0 Tore) Bernhard Starkbaum (Salzburg, 59:41, 35 Schüsse, 3 Tore) | Keine Tore |
| 8. März 2017, 19:45 Uhr Eisarena Salzburg 2.931 Zuschauer     | EC Red Bull Salzburg | 3:2 (1:2, 1:0, 1:0) | Moser Medical Graz 99ers |
| 8. März 2017, 19:45 Uhr Eisarena Salzburg 2.931 Zuschauer     | 1:0 Brett Olson (9:54, Daniel Welser, Daniel Sondell) 2:2 Brett Olson (35:14, Alexander Pallestrang, Layne Viveiros) 3:2 Thomas Raffl (51:36, Dominique Heinrich, Ryan Duncan) | Strafminuten: 10 bzw. 2 Torhüter: Bernhard Starkbaum (Salzburg, 60:00, 28 Schüsse, 2 Tore) Sebastian Dahm (Graz, 58:53, 41 Schüsse, 3 Tore)  | 1:1 Alexander Feichtner (18:01, Kyle Beach, Daniel Woger) 1:2 Oliver Setzinger (18:13) |
| Endstand in der Serie: 4:1                                    | | | |

#### EC-KAC vs. HC Orli Znojmo
Wie die Capitals erreichte auch der EC KAC durch einen Sweep das Halbfinale. Die Serie verlief zwar über weite Strecken knapper als es das Ergebnis widerspiegelt – Orli Znojmo verlor zwei der vier Begegnungen erst in der Overtime – jedoch hatte der KAC die Form aus der Zwischenrunde besser konservieren können und mit der Viertelfinalserie die Siege sieben bis zehn en suite erringen können.
| EC-KAC (PL 3) – HC Orli Znojmo (QU 2)                             | EC-KAC (PL 3) – HC Orli Znojmo (QU 2) | EC-KAC (PL 3) – HC Orli Znojmo (QU 2)                                                                                                   | EC-KAC (PL 3) – HC Orli Znojmo (QU 2) |
| ----------------------------------------------------------------- | --- | --- | --- |
| 26. Februar 2017, 17:30 Uhr Stadthalle Klagenfurt 4.167 Zuschauer | EC-KAC | 4:3 n. V. (0:0, 1:1, 2:2, 1:0) | HC Orli Znojmo |
| 26. Februar 2017, 17:30 Uhr Stadthalle Klagenfurt 4.167 Zuschauer | 1:0 Stefan Geier (21:58, Manuel Geier, Thomas Koch) 2:1 Manuel Geier (45:35, Powerplay, Manuel Ganahl, Matthew Neal) 3:3 Jamie Lundmark (59:25, Powerplay, David Fischer, Thomas Koch) 4:3 Jamie Lundmark (77:34, Manuel Ganahl, Matthew Neal) | Strafminuten: 17 bzw. 17 Torhüter: Tomáš Duba (Klagenfurt, 77:34, 46 Schüsse, 3 Tore) Marek Schwarz (Znojmo, 77:34, 44 Schüsse, 4 Tore) | 1:1 Libor Šulák (37:44, Peter Pucher) 2:2 David Bartoš (48:29, Powerplay, Sean McMonagle, André Lakos) 2:3 Tomáš Plíhal (51:05, Colton Yellow Horn)                                |
| 28. Februar 2017, 19:45 Uhr Nevoga Arena 2.954 Zuschauer          | HC Orli Znojmo | 2:3 (1:2, 1:0, 0:1) | EC-KAC |
| 28. Februar 2017, 19:45 Uhr Nevoga Arena 2.954 Zuschauer          | 1:1 Libor Šulák (03:35, Colton Yellow Horn, David Bartoš) 2:2 Libor Šulák (37:10, Peter Pucher, Jakub Stehlík) | Strafminuten: 8 bzw. 6 Torhüter: Marek Schwarz (Znojmo, 59:02, 28 Schüsse, 3 Tore) Tomáš Duba (Klagenfurt, 60:00, 38 Schüsse, 2 Tore)   | 1:1 Stefan Geier (12:46, Mitja Robar, Manuel Geier) 1:2 Thomas Hundertpfund (13:06, Patrick Harand, Marco Brucker) 2:3 Thomas Hundertpfund (41:51, Manuel Geier, Christoph Duller) |
| 3. März 2017, 19:45 Uhr Stadthalle Klagenfurt 4.660 Zuschauer     | EC-KAC | 3:0 (2:0, 0:0, 1:0) | HC Orli Znojmo |
| 3. März 2017, 19:45 Uhr Stadthalle Klagenfurt 4.660 Zuschauer     | 1:0 Žiga Pance (05:59, Marco Richter) 2:0 Thomas Koch (08:51, Stefan Geier, Kevin Kapstad) 3:0 Stefan Geier (41:22, Matthew Neal, Manuel Geier)                                                                                                | Strafminuten: 10 bzw. 10 Torhüter: Tomáš Duba (Klagenfurt, 60:00, 22 Schüsse, 0 Tore) Marek Schwarz (Znojmo, 60:00, 36 Schüsse, 3 Tore) | keine Tore |
| 5. März 2017, 17:30 Uhr Nevoga Arena 3.307 Zuschauer              | HC Orli Znojmo | 2:3 n. V. (0:0, 1:1, 1:1, 0:1) | EC-KAC |
| 5. März 2017, 17:30 Uhr Nevoga Arena 3.307 Zuschauer              | 1:1 Marek Špaček (33:42, Tomáš Plíhal, Jakub Stehlík) 2:1 Sean McMonagle (47:01, Powerplay, Colton Yellow Horn, André Lakos) | Strafminuten: 22 bzw. 16 Torhüter: Marek Schwarz (Znojmo, 82:37, 36 Schüsse, 3 Tore) Tomáš Duba (Klagenfurt, 82:37, 41 Schüsse, 2 Tore) | 0:1 Stefan Geier (21:28) 2:2 Stefan Geier (52:52, Kevin Kapstad, Žiga Pance) 2:3 Thomas Koch (82:37, Manuel Geier, Stefan Geier)                                                   |
| Endstand in der Serie: 4:0                                        | | | |

#### EHC Liwest Black Wings Linz vs. HCB Südtirol
Die Begegnung zwischen dem EHC Linz und dem HC Bozen war die einzige, bei der das besser platzierte Team seinen Gegner nicht ausgesucht hatte. Dennoch galten vor Serienbeginn die Linzer nicht zuletzt aufgrund des besser besetzten Kaders als Favorit. Im Serienverlauf erwies sich jedoch die Taktik des Bozener Trainers Tom Pokel als erfolgreich, der seine Mannschaft mit allen Mitteln verteidigen und auf Konter warten ließ. Der EHC Linz fand über die gesamte Serie nicht mehr ins Spiel und unterlag trotz des gewonnenen Auftaktspiels letztlich mit 1:4.
| EHC Liwest Black Wings Linz (PL 4) – HCB Südtirol (PL 6)          | EHC Liwest Black Wings Linz (PL 4) – HCB Südtirol (PL 6) | EHC Liwest Black Wings Linz (PL 4) – HCB Südtirol (PL 6)                                                                                | EHC Liwest Black Wings Linz (PL 4) – HCB Südtirol (PL 6) |
| ----------------------------------------------------------------- | --- | --- | --- |
| 26. Februar 2017, 18:30 Uhr Keine Sorgen EisArena 4.865 Zuschauer | Liwest Black Wings Linz | 2:1 n. V. (1:0, 0:1, 0:0, 1:0) | HCB Südtirol |
| 26. Februar 2017, 18:30 Uhr Keine Sorgen EisArena 4.865 Zuschauer | 1:0 Joel Broda (03:43, Fabio Hofer, Jonathan D’Aversa) 2:1 Brian Lebler (68:19, Dan DaSilva) | Strafminuten: 12 bzw. 16 Torhüter: Michael Ouzas (Linz, 68:19, 37 Schüsse, 1 Tor) Marcel Melichercik (Bozen, 68:19, 46 Schüsse, 2 Tore) | 1:1 Brodie Reid (29:30, Clark Seymour, Travis Oleksuk) |
| 28. Februar 2017, 19:45 Uhr Eiswelle 3.885 Zuschauer              | HCB Südtirol | 3:1 (1:0, 0:0, 2:1) | EHC Liwest Black Wings Linz |
| 28. Februar 2017, 19:45 Uhr Eiswelle 3.885 Zuschauer              | 1:0 Ryan Glenn (05:05, Travis Oleksuk, Max Everson) 2:1 Andrew Yogan (46:16, Daniel Frank, Alexander Egger) 3:1 Lindsay Sparks (59:51, Empty Net, Mikko Luoma) | Strafminuten: 4 bzw. 8 Torhüter: Marcel Melichercik (Bozen, 60:00, 19 Schüsse, 1 Tor) Michael Ouzas (Linz, 59:09, 22 Schüsse, 2 Tore)   | 1:1 Daniel Oberkofler (41:56, Patrick Spannring, Jonathan D’Aversa) |
| 3. März 2017, 19:15 Uhr Keine Sorgen EisArena 4.865 Zuschauer     | EHC Liwest Black Wings Linz | 0:2 (0:0, 0:0, 0:2) | HCB Südtirol |
| 3. März 2017, 19:15 Uhr Keine Sorgen EisArena 4.865 Zuschauer     | keine Tore | Strafminuten: 4 bzw. 4 Torhüter: Michael Ouzas (Linz, 58:08, 33 Schüsse, 1 Tor) Marcel Melichercik (Bozen, 60:00, 53 Schüsse, 0 Tore)   | 0:1 Brodie Reid (56:33, Luca Frigo) 0:2 Marco Insam (59:28, Empty Net, Lindsay Sparks, Ryan Glenn) |
| 5. März 2017, 17:30 Uhr Eiswelle 6.087 Zuschauer                  | HCB Südtirol | 5:4 n. V. (2:1, 1:2, 1:1, 1:0) | EHC Liwest Black Wings Linz |
| 5. März 2017, 17:30 Uhr Eiswelle 6.087 Zuschauer                  | 1:0 Travis Oleksuk (06:42, Daniel Frank, Marco Insam) 2:1 Travis Oleksuk (18:57, Marc-André Vallerand, Brodie Reid) 3:2 Marc-André Vallerand (29:46, Alexander Egger, Anton Bernard) 4:3 Brodie Reid (44:41, Luca Frigo, Jesse Root) 5:4 Luca Frigo (68:22, Brodie Reid, Travis Oleksuk) | Strafminuten: 11 bzw. 7 Torhüter: Marcel Melichercik (Bozen, 68:22, 31 Schüsse, 4 Tore) Michael Ouzas (Linz, 68:22, 26 Schüsse, 5 Tore) | 1:1 Curtis Loik (17:52, Brett Palin, Kyle Klubertanz) 2:2 Dan DaSilva (21:07, Marc-André Dorion, Brian Lebler) 3:3 Daniel Oberkofler (30:45, Curtis Loik, Patrick Spannring) 4:4 Fabio Hofer (56:21, Jonathan D’Aversa, Daniel Oberkofler) |
| 7. März 2017, 19:45 Uhr Keine Sorgen EisArena 4.865 Zuschauer     | EHC Liwest Black Wings Linz | 3:4 (0:1, 1:3, 2:0) | HCB Südtirol |
| 7. März 2017, 19:45 Uhr Keine Sorgen EisArena 4.865 Zuschauer     | 1:3 Rick Schofield (34:48, Jonathan D’Aversa) 2:4 Joel Broda (41:07, Brett McLean, Kyle Klubertanz) 3:4 Ryan Potulny (55:06, David Franz, Kevin Moderer) | Strafminuten: 6 bzw. 4 Torhüter: Michael Ouzas (Linz, 59:09, 26 Schüsse, 4 Tore) Marcel Melichercik (Bozen, 60:00, 35 Schüsse, 3 Tore)  | 0:1 Brodie Reid (12:01, Travis Oleksuk, Hannes Oberdörfer) 0:2 Andrew Yogan (26:32, Daniel Frank) 0:3 Travis Oleksuk (31:45, Brodie Reid, Clark Seymour) 1:4 Lindsay Sparks (39:34, Ryan Glenn)                                            |
| Endstand in der Serie: 1:4                                        | | | |

### Halbfinale

#### Vienna Capitals vs. HC Bozen
Die Vienna Capitals blieben auch in der zweiten Playoff-Runde ungeschlagen und besiegten den HC Bozen mit einem Sweep. Kennzeichnend für die Serie war eine deutliche Dominanz des Wiener Clubs, wenngleich die Ergebnisse der zweiten und dritten Begegnung nur sehr knapp ausfielen. Insbesondere in Spiel zwei, das erst in der zweiten Overtime und nach 86:21 Minuten entschieden wurde, zeigte auch Bozen gute Leistungen, blieb gegen den Favoriten letztlich aber ohne Chance.
| Vienna Capitals (PL1) – HC Bozen (PL6) Direkte Saisonbilanz: 6 Spiele, 5:1 Siege, 26:14 Tore | Vienna Capitals (PL1) – HC Bozen (PL6) Direkte Saisonbilanz: 6 Spiele, 5:1 Siege, 26:14 Tore | Vienna Capitals (PL1) – HC Bozen (PL6) Direkte Saisonbilanz: 6 Spiele, 5:1 Siege, 26:14 Tore |
| -------------------------------------------------------------------------------------------- | -------------------------------------------------------------------------------------------- | -------------------------------------------------------------------------------------------- |
| 14. März 2017                                                                                | Vienna Capitals – HC Bozen                                                                   | 4:2 (0:1, 1:1, 3:0)                                                                          |
| 17. März 2017                                                                                | HC Bozen – Vienna Capitals                                                                   | 2:3 n. V. (1:1, 1:1, 0:0, 0:1)                                                               |
| 19. März 2017                                                                                | Vienna Capitals – HC Bozen                                                                   | 1:0 (0:0, 1:0, 0:0)                                                                          |
| 21. März 2017                                                                                | HC Bozen – Vienna Capitals                                                                   | 1:4 (0:0, 1:2, 0:2)                                                                          |
| Endstand in der Serie: 4:0                                                                   |                                                                                              |                                                                                              |

#### EC Red Bull Salzburg vs. EC KAC
In der zweiten Halbfinalserie startete der als Favorit gehandelte Titelverteidiger EC Red Bull Salzburg mit zwei Siegen gegen den EC KAC. Im dritten Spiel wechselte KAC-Trainer Mike Pellegrims Torwart Tomáš Duba gegen dessen nominellen Backup David Madlener aus, woraufhin die Mannschaft auswärts erstmals gewinnen konnte. Die Mannschaft aus Klagenfurt glich daraufhin die Serie aus und konnte im fünften Spiel erstmals vorlegen. Auch medial fand die Parallele zum letztjährigen Viertelfinale viel Aufmerksamkeit; im Gegensatz zum Vorjahr gelang dem EC KAC diesmal allerdings der notwendige vierte Sieg auf heimischem Eis, wodurch der Club erstmals seit dem Titelgewinn im Jahr 2013 wieder im Finale stand.
| EC Red Bull Salzburg (PL2) – EC KAC (PL3) Direkte Saisonbilanz: 6 Spiele, 4:2 Siege, 18:14 Tore | EC Red Bull Salzburg (PL2) – EC KAC (PL3) Direkte Saisonbilanz: 6 Spiele, 4:2 Siege, 18:14 Tore | EC Red Bull Salzburg (PL2) – EC KAC (PL3) Direkte Saisonbilanz: 6 Spiele, 4:2 Siege, 18:14 Tore |
| ----------------------------------------------------------------------------------------------- | ----------------------------------------------------------------------------------------------- | ----------------------------------------------------------------------------------------------- |
| 14. März 2017                                                                                   | EC Red Bull Salzburg – EC KAC                                                                   | 4:1 (1:0, 1:0, 2:1)                                                                             |
| 17. März 2017                                                                                   | EC KAC – EC Red Bull Salzburg                                                                   | 1:4 (0:2, 0:0, 1:2)                                                                             |
| 19. März 2017                                                                                   | EC Red Bull Salzburg – EC KAC                                                                   | 2:3 (2:2, 0:0, 0:1)                                                                             |
| 21. März 2017                                                                                   | EC KAC – EC Red Bull Salzburg                                                                   | 4:1 (1:0, 1:0, 2:1)                                                                             |
| 24. März 2017                                                                                   | EC Red Bull Salzburg – EC KAC                                                                   | 3:4 n. V. (0:1, 1:1, 2:1, 0:1)                                                                  |
| 26. März 2017                                                                                   | EC KAC – EC Red Bull Salzburg                                                                   | 4:0 (0:0, 1:0, 3:0)                                                                             |
| Endstand in der Serie: 2:4                                                                      |                                                                                                 |                                                                                                 |

### Finale
Die Finalbegegnung zwischen den Vienna Capitals und dem EC KAC war die insgesamt dritte seit Gründung der EBEL im Jahr 2003. In der Saison 2004/05 hatten sich die Capitals nach sechs Auswärtssiegen in der Serie mit dem einzigen Heimsieg durchgesetzt und den Titel errungen. Im Jahr 2013 war dem EC KAC der bislang einzige Final-Sweep der Liga-Geschichte gegen den Hauptstadt-Club gelungen.
Die Capitals setzten ihren Siegeslauf in den Playoffs am Ende ungehindert durch und gewannen auch die Finalserie in vier Spielen ohne Niederlage. Damit stellten sie gleichzeitig einen Rekord in der EBEL-Geschichte auf, da sie als erste Mannschaft der modernen Ligageschichte die Post-Season nicht nur in der minimal erforderlichen Anzahl an Spielen, sondern auch ohne Niederlage beendet hatten. Es handelte sich um den zweiten Meistertitel der Capitals nach 2005.
| Finale: Vienna Capitals (PL 1) – EC KAC (PL 3)                 | Finale: Vienna Capitals (PL 1) – EC KAC (PL 3) | Finale: Vienna Capitals (PL 1) – EC KAC (PL 3) | Finale: Vienna Capitals (PL 1) – EC KAC (PL 3) |
| -------------------------------------------------------------- | --- | --- | --- |
| 31. März 2017, 20:15 Uhr Albert-Schultz-Halle 7.022 Zuschauer  | Vienna Capitals | 4:1 (2:0, 1:1, 1:0) | EC KAC |
| 31. März 2017, 20:15 Uhr Albert-Schultz-Halle 7.022 Zuschauer  | Taylor Vause (06:16, Andreas Nödl, Rafael Rotter) 1:0 Riley Holzapfel (19:22, Aaron Brocklehurst, Kelsey Tessier) 2:0 Aaron Brocklehurst (36:16, Powerplay, Riley Holzapfel, Rafael Rotter) 3:1 Jerry Pollastrone (55:54, Philippe Lakos, MacGregor Sharp) 4:1 | Strafminuten: 6 bzw. 10 Torhüter: Jean-Philippe Lamoureux (Capitals, 60:00, 30 Schüsse, 1 Tor) David Madlener (KAC, 56:40, 20 Schüsse, 4 Tore)                                                                                                  | 2:1 Stefan Geier (30:16, Powerplay, Manuel Ganahl, Kevin Kapstad) |
| 2. April 2017, 17:00 Uhr Stadthalle Klagenfurt 4.945 Zuschauer | EC KAC | 4:5 n. V. (3:0, 0:1, 1:3, 0:1) | Vienna Capitals |
| 2. April 2017, 17:00 Uhr Stadthalle Klagenfurt 4.945 Zuschauer | Jamie Lundmark (04:46, Powerplay, David Fischer, Manuel Ganahl) 1:0 Thomas Koch (10:49, Žiga Pance, Jamie Lundmark) 2:0 Matthew Neal (14:25, Powerplay, S. Geier, Manuel Ganahl) 3:0 Marco Brucker (41:15, Thomas Hundertpfund, Thomas Vallant) 4:1 | Strafminuten: 4 bzw. 14 Torhüter: David Madlener (KAC, 71:44, 43 Schüsse, 5 Tore) Jean-Philippe Lamoureux (Capitals, 41:15, 20 Schüsse, 4 Tore) David Kickert (Capitals, 30:29, 8 Schüsse, 0 Tore)                                              | 3:1 Aaron Brocklehurst (33:09, Kelsey Tessier, Tyler Cuma) 4:2 Ryan McKiernan (43:28, Sascha Bauer) 4:3 Jamie Fraser (57:20) 4:4 Kelsey Tessier (58:18, Rafael Rotter, Jerry Pollastrone) 4:5 Jerry Pollastrone (71:44, Jamie Fraser, Riley Holzapfel)                   |
| 4. April 2017, 20:15 Uhr Albert-Schultz-Halle 7.022 Zuschauer  | Vienna Capitals | 7:5 (4:3, 1:2, 2:0) | EC KAC |
| 4. April 2017, 20:15 Uhr Albert-Schultz-Halle 7.022 Zuschauer  | Jonathan Ferland (01:05, MacGregor Sharp, Nikolaus Hartl) 1:0 MacGregor Sharp (08:26, Powerplay, Ryan McKiernan, Aaron Brocklehurst) 2:2 Rafael Rotter (14:46, Taylor Vause) 3:2 Riley Holzapfel (15:57, Kelsey Tessier) 4:2 Taylor Vause (23:16, Jamie Fraser, Rafael Rotter) 5:3 Collin Bowman (48:34, Jamie Fraser, Taylor Vause) 6:5 Riley Holzapfel (59:46, Empty Net, Taylor Vause, Kelsey Tessier) 7:5 | Strafminuten: 12 bzw. 12 Torhüter: Jean-Philippe Lamoureux (Capitals, 27:02, 26 Schüsse, 4 Tore) David Kickert (Capitals, 32:58, 13 Schüsse, 1 Tor) David Madlener (KAC, 20:00, 21 Schüsse, 4 Tore) Tomáš Duba (KAC, 40:00, 19 Schüsse, 2 Tore) | 1:1 Martin Schumnig (03:45, Powerplay, D. Fischer, T. Koch) 1:2 Patrick Harand (04:17, Thomas Hundertpfund, Thomas Vallant) 4:3 Manuel Ganahl (19:53, Matthew Neal, Jamie Lundmark) 5:4 Manuel Geier (27:02, Stefan Geier, T. Koch) 5:5 Kevin Kapstad (36:31, Powerplay) |
| 7. April 2017, 20:15 Uhr Stadthalle Klagenfurt 4.925 Zuschauer | EC KAC | 2:3 (2:2, 0:1, 0:0) | Vienna Capitals |
| 7. April 2017, 20:15 Uhr Stadthalle Klagenfurt 4.925 Zuschauer | Matthew Neal (00:33, Jamie Lundmark) 1:0 Žiga Pance (19:09, Powerplay, T. Koch, Martin Schumnig) 2:2 | Strafminuten: 8 bzw. 10 Torhüter: David Madlener (KAC, 58:28, 25 Schüsse, 3 Tore) David Kickert (Capitals, 60:00, 42 Schüsse, 2 Tore) | 1:1 Rafael Rotter (03:16, Ryan McKiernan, Andreas Nödl) 1:2 Andreas Nödl (06:09, Shorthanded, Taylor Vause) 2:3 Ryan McKiernan (25:38, Powerplay, Kelsey Tessier, MacGregor Sharp)                                                                                       |
| Endstand in der Serie: 4:0                                     | | | |

### Playoff-Statistiken

#### Topscorer
(sortiert nach Punkten und Toren)
| Spieler            | Mannschaft | GP | G  | A  | PTS | PIM | +/− | PPG | PPA | SHG | SHA | GWG | SOG | SG%   | FOW | FOL | FO%   |
| ------------------ | ---------- | -- | -- | -- | --- | --- | --- | --- | --- | --- | --- | --- | --- | ----- | --- | --- | ----- |
| Riley Holzapfel    | Capitals   | 12 | 12 | 11 | 23  | 8   | +8  | 5   | 5   | 0   | 0   | 1   | 39  | 30,77 | 75  | 90  | 45,45 |
| Kelsey Tessier     | Capitals   | 12 | 6  | 13 | 19  | 2   | +10 | 4   | 4   | 0   | 0   | 0   | 50  | 12,00 | 42  | 63  | 40,00 |
| Rafael Rotter      | Capitals   | 12 | 3  | 14 | 17  | 26  | +5  | 1   | 7   | 0   | 0   | 0   | 30  | 10,00 | 4   | 3   | 57,14 |
| Stefan Geier       | KAC        | 14 | 9  | 5  | 14  | 10  | 0   | 2   | 2   | 1   | 0   | 1   | 32  | 28,13 | 0   | 0   | 0,00  |
| Thomas Koch        | KAC        | 14 | 3  | 10 | 13  | 6   | +2  | 0   | 7   | 0   | 0   | 1   | 32  | 9,38  | 151 | 145 | 51,01 |
| Jamie Fraser       | Capitals   | 12 | 2  | 10 | 12  | 6   | +3  | 1   | 4   | 0   | 0   | 0   | 23  | 8,70  | 0   | 0   | 0,00  |
| Aaron Brocklehurst | Capitals   | 12 | 3  | 9  | 12  | 16  | +9  | 2   | 7   | 0   | 0   | 0   | 28  | 10,71 | 0   | 0   | 0,00  |
| Ryan Duncan        | Salzburg   | 11 | 5  | 5  | 10  | 4   | + 1 | 1   | 1   | 0   | 0   | 1   | 29  | 17,24 | 114 | 110 | 50,89 |
| Thomas Raffl       | Salzburg   | 11 | 5  | 5  | 10  | 2   | −1  | 1   | 1   | 0   | 0   | 2   | 36  | 13,89 | 2   | 4   | 33,33 |
| Taylor Vause       | Capitals   | 12 | 6  | 4  | 10  | 4   | +6  | 1   | 0   | 0   | 1   | 2   | 30  | 20,00 | 94  | 89  | 51,37 |

Legende:
GP = Gespielte Spiele, G = Tore, A = Assists, PTS = Punkte, PIM = Strafminuten, +/− = Plusminus, PPG = Powerplaytore, PPA = Powerplay-Assists, SHG = Unterzahltore, SHA = Unterzahl-Assists, GWG = Siegestore, SOG = Torschüsse, SG% = Torschusseffizienz, FOW = Gewonnene Bullys, FOL = Verlorene Bullys, FO% = Bully-Effizienz

#### Torhüter
(sortiert nach Fangquote)
| Spieler                 | Mannschaft | GP | GPI | GS | MIN    | GA | GAA  | SOG | SVS | SVS%  | SO | W | L | OTL |
| ----------------------- | ---------- | -- | --- | -- | ------ | -- | ---- | --- | --- | ----- | -- | - | - | --- |
| David Kickert           | Capitals   | 12 | 3   | 1  | 122:34 | 3  | 1,47 | 63  | 60  | 95,24 | 0  | 3 | 0 | 0   |
| Bernhard Starkbaum      | Salzburg   | 11 | 11  | 11 | 660:43 | 23 | 2,09 | 365 | 342 | 93,70 | 1  | 6 | 4 | 1   |
| Marcel Melicherčík      | Bozen      | 9  | 9   | 9  | 581:37 | 22 | 2,27 | 330 | 308 | 93,33 | 1  | 4 | 3 | 2   |
| Tomáš Duba              | KAC        | 14 | 7   | 6  | 436:43 | 16 | 2,20 | 223 | 207 | 92,83 | 1  | 4 | 3 | 0   |
| Sebastian Dahm          | 99ers      | 5  | 5   | 5  | 298:53 | 14 | 2,81 | 189 | 175 | 92,59 | 1  | 1 | 4 | 0   |
| Jean-Philippe Lamoureux | Capitals   | 12 | 11  | 11 | 678:33 | 23 | 2,03 | 273 | 250 | 91,58 | 2  | 9 | 0 | 0   |
| Michael Ouzas           | Linz       | 5  | 5   | 5  | 315:50 | 13 | 2,47 | 144 | 131 | 90,97 | 0  | 1 | 3 | 1   |
| Marek Schwarz           | Znojmo     | 4  | 4   | 4  | 279:13 | 13 | 2,79 | 144 | 131 | 90,97 | 0  | 0 | 2 | 2   |
| David Madlener          | KAC        | 14 | 8   | 8  | 455:04 | 22 | 2,90 | 228 | 206 | 90,35 | 1  | 4 | 2 | 1   |
| Andy Chiodo             | Innsbruck  | 4  | 4   | 4  | 283:55 | 19 | 4,02 | 162 | 143 | 88,27 | 0  | 0 | 3 | 1   |

Legende:
GP = Spieler am Spielbericht, GPI = Tatsächliche Einsätze, GS = Begonnene Spiele, TOI = Spielminuten, GA = Gegentore, GAA = Gegentorschnitt, SOG = Torschüsse, SVS = Gehaltene Schüsse, SVS% = Fangquote, SO = Spiele ohne Gegentor, W = Gewonnene Spiele, L = In regulärer Spielzeit verlorene Spiele, OTL = In der Overtime verlorene Spiele

## Kader des Österreichischen Meisters
| Österreichischer Meister EBEL-Meister Vienna Capitals | Torhüter: David Kickert, Jean-Philippe Lamoureux Verteidiger: Collin Bowman, Aaron Brocklehurst, Tyler Cuma, Jamie Fraser, Dominic Hackl, Philippe Lakos, Ryan McKiernan, Patrick Peter Angreifer: Sascha Bauer, Patrick Bolterle, Jonathan Ferland, Mario Fischer, Julian Großlercher, Nikolaus Hartl, Riley Holzapfel, Felix Maxa, Benjamin Nissner, Andreas Nödl, Jerry Pollastrone, Rafael Rotter, MacGregor Sharp, Kelsey Tessier, Taylor Vause, Ali Wukovits Trainerstab: Serge Aubin, Craig Streu |

## Zuschauer
Die folgende Tabelle gibt die Zuschauerzahlen der Clubs, sowie der gesamten Liga wieder. Angeführt sind Heim- und Auswärtsspiele, sowie die Gesamtsummen.
|      |                        | Heimspiele | Heimspiele | Heimspiele | Auswärtsspiele | Auswärtsspiele | Auswärtsspiele | Gesamt | Gesamt    | Gesamt |
| Rang | Mannschaft             | SP         | ZU         | SCHN       | SP             | ZU             | SCHN           | SP     | ZU        | SCHN   |
| ---- | ---------------------- | ---------- | ---------- | ---------- | -------------- | -------------- | -------------- | ------ | --------- | ------ |
| 1    | EHC Linz               | 30         | 140.385    | 4.679      | 29             | 84.983         | 2.930          | 59     | 225.368   | 3.819  |
| 2    | Vienna Capitals        | 33         | 145.866    | 4.420      | 33             | 103.272        | 3.129          | 66     | 249.138   | 3.774  |
| 3    | EC KAC                 | 34         | 124.798    | 3.670      | 34             | 116.393        | 3.423          | 68     | 241.191   | 3.546  |
| 4    | HC Bozen               | 31         | 97.930     | 3.159      | 32             | 99.447         | 3.107          | 63     | 197.377   | 3.132  |
| 5    | EC VSV                 | 27         | 80.687     | 2.988      | 27             | 78.538         | 2.908          | 54     | 159.225   | 2.948  |
| 6    | Sapa Fehérvár AV19     | 27         | 78.691     | 2914       | 27             | 66.074         | 2.447          | 54     | 144.765   | 2.680  |
| 7    | EC Red Bull Salzburg   | 33         | 90.120     | 2.730      | 32             | 106.590        | 3.330          | 65     | 196.710   | 3.026  |
| 8    | Orli Znojmo            | 29         | 78.748     | 2.715      | 29             | 77.691         | 2.679          | 58     | 156.439   | 2.697  |
| 9    | Graz 99ers             | 29         | 67.979     | 2.344      | 30             | 81.209         | 2.706          | 59     | 149.188   | 2.528  |
| 10   | EC Dornbirn            | 27         | 62.953     | 2.331      | 27             | 73.139         | 2.708          | 54     | 136.092   | 2.520  |
| 11   | HC Innsbruck           | 29         | 63.750     | 2.198      | 29             | 92.108         | 3.176          | 58     | 155.858   | 2.687  |
| 12   | HDD Olimpija Ljubljana | 27         | 16.195     | 599        | 27             | 68.658         | 2.542          | 54     | 84.853    | 1.571  |
|      | Liga Gesamt            | 356        | 1.048.102  | 2.944      | 356            | 1.048.102      | 2.944          | 712    | 2.096.204 | 2.944  |

## Schiedsrichter
Die folgenden Schiedsrichter bildeten den Kader für die Spiele der Erste Bank Eishockey Liga:
| #44 | Slowakei   | Vladimir Babic   | #6  | Osterreich         | Patrick Gruber  | #20 | Osterreich | Kristijan Nikolic | #40 | Osterreich | Christoph Sternat |
| #17 | Osterreich | Thomas Berneker  | #19 | Osterreich         | Roland Kellner  | #22 | Osterreich | Manuel Nikolic    | #21 | Slowakei   | Miroslav Stolc    |
| #45 | Slowenien  | Miha Bulovec     | #18 | Vereinigte Staaten | Greg Kimmerly   | #29 | Kroatien   | Trpimir Piragic   | #4  | Slowenien  | Viktor Trilar     |
| #7  | Osterreich | Patrick Fichtner | #33 | Ungarn             | Gergely Kincses | #23 | Osterreich | Stefan Siegel     | #16 | Slowenien  | Milan Zrnic       |
| #28 | Osterreich | Daniel Gamper    | #14 | Vereinigte Staaten | Mark Lemelin    | #3  | Slowakei   | Ladislav Smetana  |     |            |                   |

## Medien
Nachdem in den Vorjahren ausschließlich ServusTV Spiele der Liga live übertragen hatte, kehrte mit Saisonbeginn der Pay-TV-Sender Sky Österreich zurück, der bis 2010 bereits TV-Partner der Liga gewesen war. ServusTV hatte den bestehenden Vertrag außerdem bis 2019 mit Option auf zwei weitere Jahre verlängert und plante, rund 40 Spiele zu übertragen. Sky sollte 50 weitere Begegnungen ins Fernsehen bringen.
Daneben wurden weiterhin die Spiele der beiden Kärntner Clubs EC KAC und EC VSV von Radio Kärnten im Rahmen des Kärntner Eishockeymagazins übertragen.